# Letrika
Letrika d.d. (v preteklosti "Iskra Avtoelektrika") je slovenski razvijalec in proizvajalec avtoelektričnih delov, kot so zaganjalniki, alternatorji in električni motorji. Podjetje je bilo ustanovljeno leta 1960 kot Iskra Avtoelektrika, leta 2012 so se preimenovali v "Letrika". Letrika je član nemške skupine Mahle.
Izdelke podjetja uporabljajo številna svetovna avtomobilska podjetja in proizvajalci kmetijske in gradbene mehanizacije.

## Proizvodi
- Alternatorji
- Zaganjalniki
- Zaganjalnik generatorji
- Indukcijski motorji (na izmenični tok)
- Električni motorji na enosmerni tok
- Generatorji
- Servomotorji
- Senzorji in resolverji
- Elektronske kontrolne enote (ECU)
- Mehatronski sistemi

## Proizvodne družbe
- Letrika Asing d.o.o.
- Letrika Bovec d.o.o.
- Letrika Komen d.o.o.
- Letrika Bel Ltd.
- Letrika Laktaši d.o.o.
- Letrika do Brasil Ltda.
- Letrika Suzhou Co., Ltd.